# Buenavista del Norte

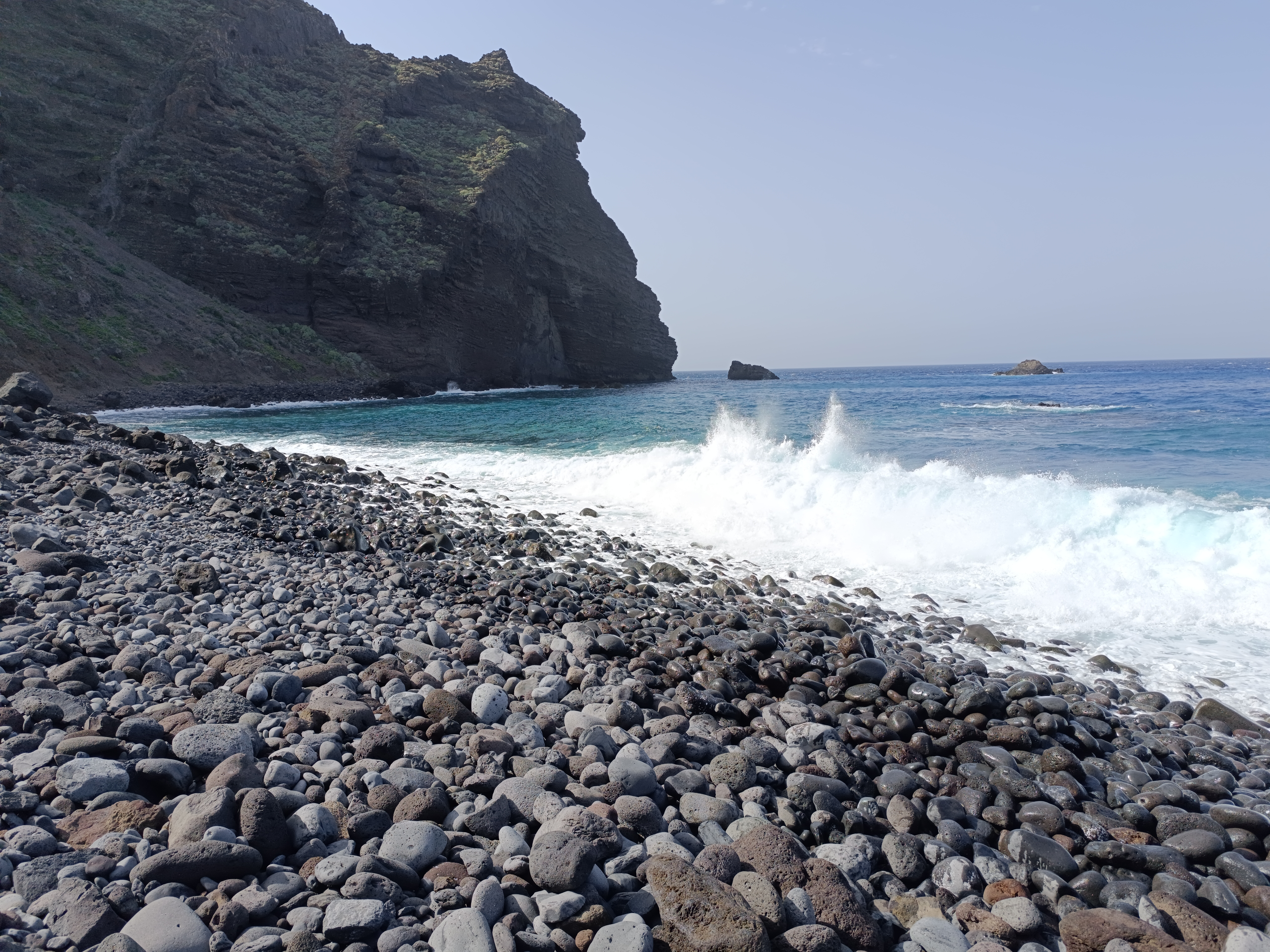
Playa del Fraile, de callaos o cantos rodados

Buenavista del Norte es un municipio perteneciente a la provincia de Santa Cruz de Tenerife, en la isla de Tenerife, Islas Canarias, España. 
Destaca principalmente por su ganadería, siendo uno de los pocos pueblos que conservan la tradición de la cría de bueyes.[cita requerida]
La capital municipal se encuentra en el casco de Buenavista, situado a 120 m s. n. m.

## Toponimia
Su nombre le viene dado por lo maravillados que quedaron los conquistadores castellanos al avistar las bellezas de sus tierras.[cita requerida]

## Símbolos

### Escudo
El escudo municipal fue aprobado por Orden del Gobierno de Canarias de 7 de marzo de 1986, estando organizado de la siguiente forma: «medio partido y cortado: 1.°, de azur, un faro de su color; 2.º, de sinople dos saltamontes de oro, pasantes y colocados en palo; 3.º, de planta un cardón de sinople. Bordura general de gules, y la leyenda siguiente, con letras de oro DAUTE ES MI BANDO. TENERIFE: MI ISLA.- BUENAVISTA: MI NOMBRE. Al timbre Corona Real cerrada».

### Bandera
El municipio carece de bandera aprobada, aunque utiliza de manera oficiosa una bandera dividida en dos mitades por dos bandas verticales en verde y blanca, con el escudo heráldico en el centro.

## Geografía
Se localiza en el extremo noroeste de Tenerife, limitando con los municipios de Los Silos y Santiago del Teide.
El municipio tiene una extensión de 67,42 km², ocupando el 11.er puesto en superficie de la isla y el 19.º de la provincia. Posee una longitud de costa de 33,81 kilómetros y su altitud máxima se localiza en Los Topos de la Mesa, a 1342 m s. n. m.

### Orografía

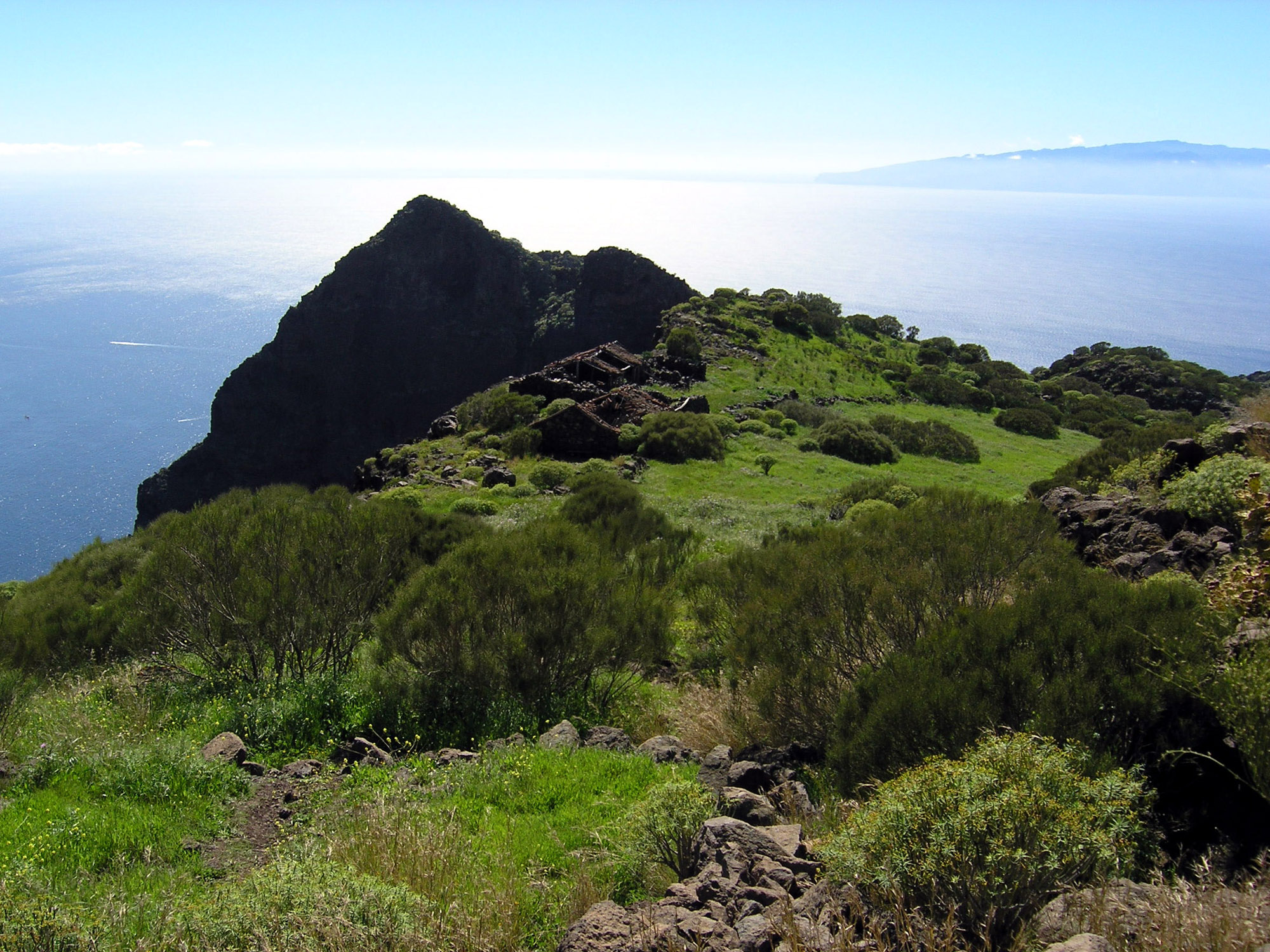
Finca de Guergues, en el macizo de Teno

Buenavista está dividida en tres ámbitos territoriales bien diferenciados: Isla Baja, macizo de Teno y Teno Bajo. 
Dentro de la Isla Baja, Buenavista ocupa la parte más occidental de esta formación geológica. De topografía horizontal, se originó como consecuencia de la llegada al mar de coladas de lava procedentes de los conos volcánicos de El Palmar y Las Portelas, en la zona alta del municipio, y de las erupciones de las montañas de Aregume y Taco.
El macizo de Teno constituye una de las partes más antiguas de Tenerife. Durante siete millones de años, la naturaleza ha ido modelando su paisaje presidido por profundos barrancos como Masca y Los Carrizales y altos acantilados, como Los Gigantes y El Fraile.
Teno Bajo se formó por acumulación de coladas de lava procedentes de los volcanes de Teno Alto, que desbordaron el antiguo acantilado ganando terreno al mar y formando la actual explanada. Posteriormente, esta superficie se amplió con la erupción del volcán de la Punta de la Aguja, creando el espacio que hoy ocupa el faro y sus alrededores.

### Hidrografía
La principal cuenca hidrográfica del municipio es el barranco del Valle de El Palmar, destacando otros como el barranco de los Sauces —límite con Santiago del Teide—, el barranco de Masca, Las Siete, barranco Bujamé y el barranco de Juan López. Otros barrancos de importancia son los de Cejas, de El Carrizal o de las Aneas, barranco Chajabe, el de Taburco, de la Galera, la Hoya los Palos y el barranco del Frontón.

### Clima
En la zona baja de barlovento y sometida directamente a la influencia de los vientos alisios, se encuentran temperaturas suaves con medias anuales rondando los 20 °C y precipitaciones escasas e irregulares. En Teno Bajo aumenta la aridez y el calor —23 °C de media—. En las medianías, la incidencia de los vientos alisios y la menor influencia del mar provocan que los contrastes térmicos entre el día y la noche se hagan más evidentes. A sotavento —Masca, Los Carrizales— aumenta la sequedad y el calor mostrando unas condiciones ambientales más parecidas a las del sur de la isla.
| Parámetros climáticos promedio de Buenavista del Norte (1982-2012) | Parámetros climáticos promedio de Buenavista del Norte (1982-2012) | Parámetros climáticos promedio de Buenavista del Norte (1982-2012) | Parámetros climáticos promedio de Buenavista del Norte (1982-2012) | Parámetros climáticos promedio de Buenavista del Norte (1982-2012) | Parámetros climáticos promedio de Buenavista del Norte (1982-2012) | Parámetros climáticos promedio de Buenavista del Norte (1982-2012) | Parámetros climáticos promedio de Buenavista del Norte (1982-2012) | Parámetros climáticos promedio de Buenavista del Norte (1982-2012) | Parámetros climáticos promedio de Buenavista del Norte (1982-2012) | Parámetros climáticos promedio de Buenavista del Norte (1982-2012) | Parámetros climáticos promedio de Buenavista del Norte (1982-2012) | Parámetros climáticos promedio de Buenavista del Norte (1982-2012) | Parámetros climáticos promedio de Buenavista del Norte (1982-2012) |
| Mes                                                                | Ene.                                                               | Feb.                                                               | Mar.                                                               | Abr.                                                               | May.                                                               | Jun.                                                               | Jul.                                                               | Ago.                                                               | Sep.                                                               | Oct.                                                               | Nov.                                                               | Dic.                                                               | Anual                                                              |
| ------------------------------------------------------------------ | ------------------------------------------------------------------ | ------------------------------------------------------------------ | ------------------------------------------------------------------ | ------------------------------------------------------------------ | ------------------------------------------------------------------ | ------------------------------------------------------------------ | ------------------------------------------------------------------ | ------------------------------------------------------------------ | ------------------------------------------------------------------ | ------------------------------------------------------------------ | ------------------------------------------------------------------ | ------------------------------------------------------------------ | ------------------------------------------------------------------ |
| Temp. máx. media (°C)                                              | 19.6                                                               | 19.7                                                               | 20.7                                                               | 21.5                                                               | 22.6                                                               | 24.6                                                               | 27.0                                                               | 28.2                                                               | 26.8                                                               | 25.2                                                               | 22.4                                                               | 20.5                                                               | 23.2                                                               |
| Temp. media (°C)                                                   | 16.5                                                               | 16.6                                                               | 17.3                                                               | 18.0                                                               | 19.1                                                               | 21.0                                                               | 23.2                                                               | 24.0                                                               | 23.4                                                               | 21.8                                                               | 19.4                                                               | 17.5                                                               | 19.8                                                               |
| Temp. mín. media (°C)                                              | 13.4                                                               | 13.5                                                               | 14.0                                                               | 14.5                                                               | 15.6                                                               | 17.5                                                               | 19.4                                                               | 19.9                                                               | 20.0                                                               | 18.4                                                               | 16.4                                                               | 14.5                                                               | 16.4                                                               |
| Precipitación total (mm)                                           | 54                                                                 | 43                                                                 | 36                                                                 | 17                                                                 | 8                                                                  | 3                                                                  | 0                                                                  | 1                                                                  | 6                                                                  | 35                                                                 | 63                                                                 | 70                                                                 | 336                                                                |
| Fuente: Climate-data.org                                           |                                                                    |                                                                    |                                                                    |                                                                    |                                                                    |                                                                    |                                                                    |                                                                    |                                                                    |                                                                    |                                                                    |                                                                    |                                                                    |

### Espacios protegidos
El municipio cuenta con gran parte de la superficie del parque rural de Teno, espacio de la Red Canaria de Espacios Naturales Protegidos.
Asimismo, la mayor parte del parque rural se halla incluida en la Red Natura 2000 como Zona Especial de Conservación y Zona de Especial Protección para las Aves. Por su parte, todo el litoral del municipio desde la punta del Fraile hacia el oeste se encuentra incluida en la ZEC denominada Franja marina Teno-Rasca.

## Historia

### Etapa guanche: antes del sigloxv
Unos de los más importantes yacimientos arqueológicos guanches de la isla de Tenerife es la estación solar de Masca, ubicada en el municipio.[cita requerida]

### Conquista y colonización europeas: siglosxvyxvi
Buenavista del Norte es uno de los pocos municipios de Canarias que cuenta con acta fundacional propia, fechada en 1513. Pero está constatado documentalmente que el 11 de marzo de 1498 ya Buenavista tenía identidad propia, pues Alonso Fernández de Lugo en esa fecha cedió a Diego de Cala unas tierras situadas en La Fuente del Cuervo, lugar de Buenavista.

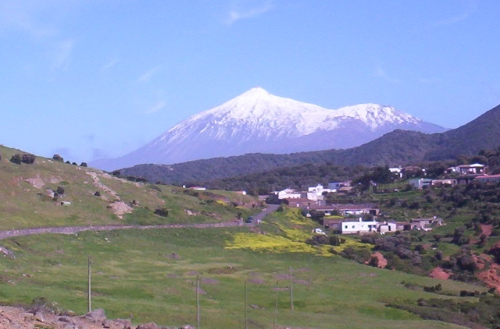
El Teide visto desde Teno Alto

En 1501, parte de sus tierras y la propia Fuente del Cuervo pasaron a manos de otro personaje trascendental: Juan Méndez el Viejo, el cual fundó la hacienda llamada «de la Fuente», a partir de la cual se articuló la distribución del poblamiento urbano de Buenavista. La expansión del pequeño caserío no tardó en llevarse a cabo y en el nuevo trazado el origen andaluz de muchos de sus moradores quedaba de manifiesto. Tal es el caso de la creación del barrio de Triana, que vendría a recordar al más famoso de Sevilla. Sin embargo, la aportación poblacional más importante tuvo origen lusitano, y así lo demuestra el hecho de que el primer libro parroquial, comenzado en 1512, aparezca escrito en portugués. La construcción de la iglesia de Nuestra Señora de Los Remedios vendría a reforzar la identidad del nuevo núcleo de población.

### Antiguo Régimen: siglosxviiyxviii
El historiador Juan Núñez de la Peña describe el lugar en 1676 de la siguiente forma:

BUENAVISTA. El lugar de Buenavista consigo se trae el nombre, que da a entender, que tal es; es famoso lugar, tiene una grande y compasada plaza, tiene buenas llanadas de viñas de malvasia, y de sembrar trigo, cogense de todos frutos; hay en él una buena parroquia con un beneficiado, y clerecía, y un convento de religiosos, de la orden de S. Francisco, hay gente rica, y noble, tiene su alcade, y un escribano.
Juan Núñez de la Peña, 1676.

José de Viera y Clavijo, en su obra Noticias de la historia general de las Islas Canarias, dice de Buenavista a finales del siglo xviii:

BUENAVISTA. Está a media legua de Daute y 11 y media de La Laguna. Es terreno llano, pueblo arruado en calles anchas y a cordel, aunque bajas. Hermoso cielo y admirables vistas al mar. La iglesia es buena, servida de un cura beneficiado provisión del rey. Hay 1 convento de San Francisco como de 12 frailes, y 8 ermitas. El vecindario es de 1.376 personas, algunas en los pagos de Taco, Las Hoyas, el Valle del Palmar, Los Carrizales, Teno, Los Rincones, La Fuente. Es tierra de viñas y sembrados.
José de Viera y Clavijo, 1772-1773.

### Etapa moderna: siglosxixyxx
Pascual Madoz dice de Buenavista en su Diccionario hacia mitad del siglo xix:

BUENAVISTA: lugar con ayuntamiento [...] en la isla y diócesis de Tenerife, partido judicial de Orotava: SITUADO á 925 pies sobre el nivel del mar en terreno llano; es el último y mas occidental de los pueblos de la isla por el lado del Norte, punto apreciable por la dulzura del CLIMA, fertilidad del suelo y aspecto pintoresco de su campiña, aunque molestado por los vientos del NO. que reinan casi constantemente y soplan con demasiada fuerza; forman la población cierto número de CASAS distribuidas en una estensa plaza y en calles anchas y rectas; mas de las dos terceras partes de los vecinos viven en los pagos de su jurisdicción, que son Taco, Palmar, Hoyas, Teno, Carrizales, Rincón y la Fuente. Hay 3 escuelas de primera educación [...]; hay también una iglesia parroquial (Ntra. Sra. de los Remedios), [...]; el edificio es de buena fábrica y gusto; hay además otro edificio con su iglesia que fué convento de franciscanos, y bastas ermitas en los pagos. Confina el TÉRMINO por N. y O. con el mar; por E. con el de Silos, y por S. con la cordillera de montañas occidentales que dividen su jurisdicción de la del valle de Santiago. Dentro del estenso radio que describe, se encuentra al N. el monte de Taco que es uno de los volcánicos mas aparentes en aquel lado de la isla; la punta de Buenavista formada por el espresado monte; la famosa heredad del Conde de Sietefuentes, regada con las aguas de la fuente del Cuervo; el puerto de Buen Jesús, en cuyo centro se halla el valle de Bujami; la punta de Teno, famosa por su aislamiento y porque es el término NO. de la isla; al O. los Bufaderos; la llamada Calzada de los Antiguos; la Bahía de Roma y la de Habita y la Punta de la Abeja, promontorio formado por la cordillera de cerros llamada Muralla del Diablo, entre cuyas escorias crecen las plantas mas raras; y al S. el monte Banacin, el de Chavaco y el Palmar; el TERRENO, como se dijo, es en general de buena calidad; lo mas elevado de los cerros está poblado de palmeras, naranjos, bananos y otros árboles, y por la falda de los mismos y en el llano, el cultivo hace rendir á la tierra todo género de simientes. Además de la fuente del Cuervo riegan la deliciosa vega de Buenavista otras corrientes de aguas que descienden de alto de los cerros, especialmente los que vienen del valle del Palmar. Los CAMINOS son escabrosos y de herradura. El CORREO se recibe de Orotava. PRODUCCIÓN: vinos de muy buena calidad, legumbres, patatas, trigo, maíz y otras semillas, hortalizas, frutas; cría caza de varias clases y abundante pesca de diferentes especies. INDUSTRIA: hay algunos telares de cintas y medias de seda. COMERCIO: la esportacion de algunas de sus producciones é importación de artículos que hacen falta; POBLACIÓN: 547 vecinos, 2205 almas...
Pascual Madoz, 1845.

El 9 de septiembre de 1948 se le concede el título de Muy Honorable Villa.[cita requerida]

## Demografía
Buenavista del Norte cuenta con una población de 4680 habitantes (INE 2024).
| Gráfica de evolución demográfica de Buenavista del Norte entre 1842 y 2021                                          |
| |
| Población de derecho según los censos de población del INE Población de hecho según los censos de población del INE |

A 1 de enero de 2020 tenía un total de 4 865 habitantes, ocupando el 27.º puesto en número de habitantes de la isla de Tenerife y el 35.º de la provincia de Santa Cruz de Tenerife.
La población relativa era de 70,99 hab./km².
Por sexos contaba con 2 402 hombres y 2 384 mujeres.
Del análisis de la pirámide de población se deduce que:
- La población comprendida entre 0 y 14 años era el 10 % (473 personas) del total;
- la población entre 15 y 64 años se correspondía con el 66 % (3 168 pers.);
- y la población mayor de 65 años era el 24 % (625 pers.) restante.

En cuanto al lugar de nacimiento, el 85 % (4 085 pers.) había nacido en Canarias, de los cuales el 75 % (3 053 pers.) lo había hecho en el propio municipio, un 24 % (994 pers.) en otro municipio de la isla y solo un 1 % (38 pers.) procedía de otra isla del archipiélago. El resto de la población la componía un 3 % (132 pers.) de españoles peninsulares y un 12 % (569 pers.) de nacidos en el Extranjero, sobre todo procedentes de Venezuela y Alemania.
| Entidad singular                         | Habitantes |
| ---------------------------------------- | ---------- |
| Buenavista del Norte (capital municipal) | 3 620      |
| Las Canteras                             | 319        |
| Los Carrizales                           | 21         |
| Masca                                    | 86         |
| El Palmar                                | 378        |
| Las Portelas                             | 297        |
| Teno                                     | 65         |
| Total                                    | 4 786      |

## Economía

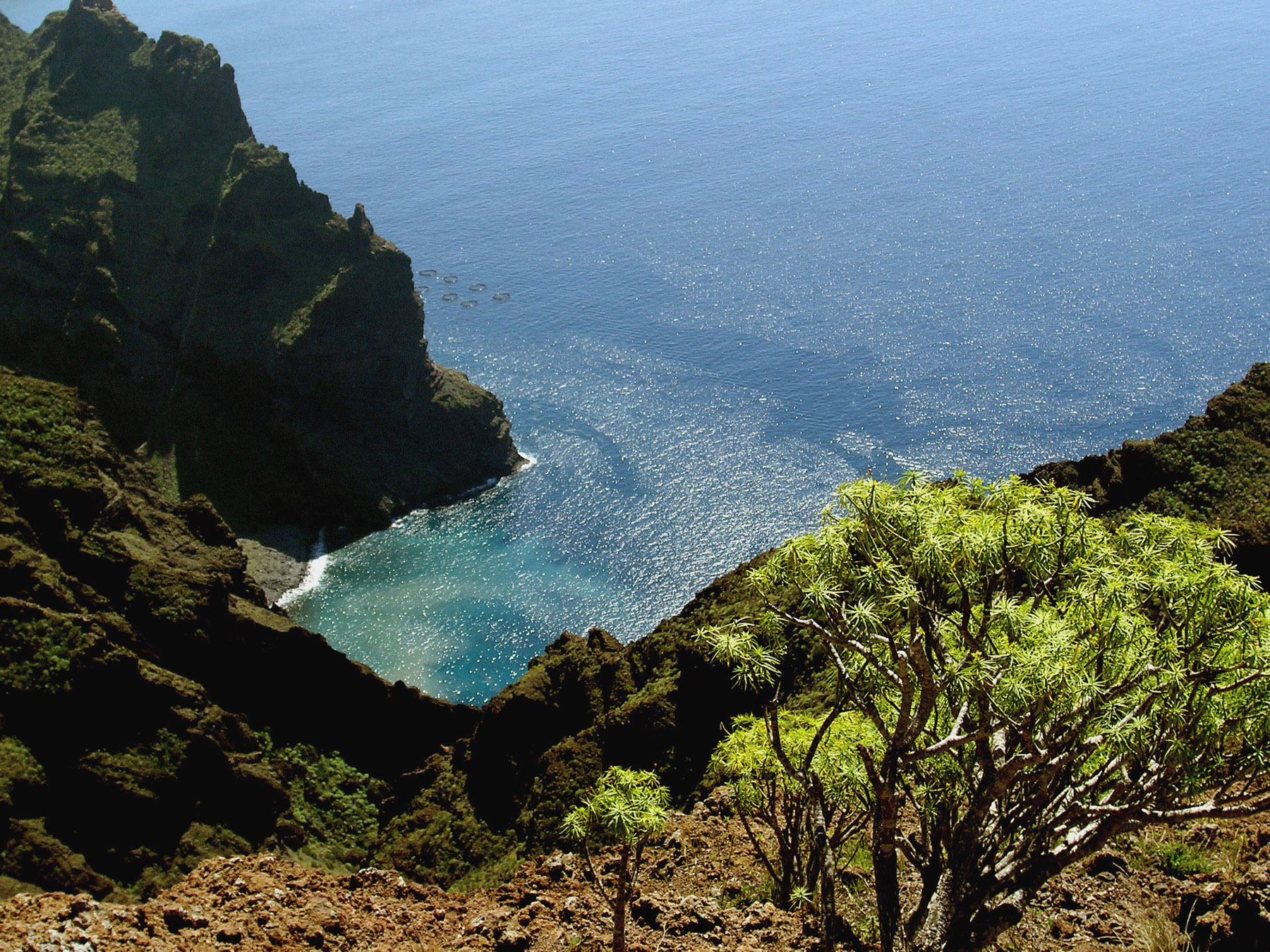
Pequeña cala cerca de Masca

La economía de Buenavista ha estado basada históricamente en la agricultura. La explotación turística, impulsada por la actividad de todo el archipiélago, está cambiando esta base económica pasando a ser el turismo la mayor fuente de ingresos de los habitantes del municipio.
- Sector primario, base histórica de la economía del municipio centrado en la agricultura y en la ganadería de subsistencia. La actividad agrícola ha dado lugar a rincones como El Palmar, Las Lagunetas, Las Portelas y los caseríos de Masca, Los Carrizales y Teno Alto.

- Sector secundario, prácticamente inexistente. Únicamente hay alguna actividad artesanal y los servicios tendentes al mantenimiento primario de las instalaciones. Dentro de los oficios artesanos destacan la cestería de mimbre y caña y la cestería de paja en El Palmar, la cestería en palma y en junco de Masca, los trabajos en madera para aperos de labranza, lanzas, tijeras para coger, bastones, etc., que se elaboran en El Palmar y Teno Alto, los cuchillos canarios y bastones de hueso que se trabajan en El Palmar y una repostería en el casco del municipio.

- Sector de servicios, el nuevo motor económico del municipio centrado en el turismo y en la explotación de los recursos naturales y sociales.

## Administración y política

### Gobierno municipal
| Periodo   | Nombre                        | Partido | Partido                                       |
| --------- | ----------------------------- | ------- | --------------------------------------------- |
| 1979-1983 | Francisco García Martín       |         | Unión de Centro Democrático (UCD)             |
| 1983-2008 | Aurelio Abreu Expósito        |         | Partido Socialista Obrero Español (PSOE)      |
| 2008-2011 | Víctor Manuel Lorenzo Lorenzo |         | Partido Socialista Obrero Español (PSOE)      |
| 2011-2015 | Antonio José González Fortes  |         | Alternativa Sí Se Puede por Tenerife (ASSPPT) |
| 2015-2019 | Eva María García Herrera      |         | Partido Socialista Obrero Español (PSOE)      |
| 2019-2023 | Antonio José González Fortes  |         | Alternativa Sí Se Puede por Tenerife (ASSPPT) |
| 2023-act. | Eva María García Herrera      |         | Partido Socialista Obrero Español (PSOE)      |

Tras las elecciones de 2015 se forma un pacto entre los concejales del PSOE y el de CC, dando la alcaldía a los socialistas. En él Año 2019 se forma un pacto de SSP y CC dando La alcaldía a los ecosocialistas

### Organización territorial
Gran parte del municipio se incluye en la Comarca de Icod-Daute-Isla Baja, mientras que su superficie ocupada por el parque rural forma parte de la Comarca de Teno.
Buenavista forma parte también de la Mancomunidad del Norte de Tenerife.
El municipio se divide en siete entidades de población, algunas formadas a su vez por núcleos de menor entidad:
| Entidad singular                         | Núcleos                    | Superficie (km²) |
| ---------------------------------------- | -------------------------- | ---------------- |
| Buenavista del Norte (capital municipal) |                            | 20,58 km²        |
| Las Canteras                             |                            | 0,3 km²          |
| Los Carrizales                           |                            | 0,2 km²          |
| Masca                                    |                            | 19,27 km²        |
| El Palmar                                |                            | 6,1 km²          |
| Las Portelas                             | Las Lagunetas Las Portelas | 7,35 km²         |
| Teno                                     |                            | 13,62 km²        |
| Total municipio                          |                            | 67,42 km²        |

## Servicios

### Educación
El municipio cuenta con los siguientes centros educativos:
- CEIP Triana
- CEIP La Cuesta
- CEIP Nicolás Díaz Dorta
- CEIP El Palmar
- CEIP Las Portelas
- IES Buenavista

### Sanidad
Buenavista cuenta con dos consultorios médicos locales, situados en el casco urbano y en el barrio de El Palmar.

### Carreteras
Se accede al municipio principalmente por la carretera TF-42 desde Icod de los Vinos y por la TF-436 desde Santiago del Teide.

### Transporte público
El municipio cuenta con una parada de taxis en la calle de La Alhóndiga, en el casco del pueblo, y queda conectado en autobús —guagua— mediante las siguientes líneas de TITSA, contando con una estación en el casco urbano:
| Línea | Trayecto                                            | Recorrido     |
| ----- | --------------------------------------------------- | ------------- |
| 355   | Buenavista-Masca-Valle Santiago                     | Horario/Línea |
| 363   | Puerto de la Cruz-Buenavista (por Icod de los Vinos | ----          |
| 365   | Buenavista-Masca                                    | Horario/Línea |
| 366   | Buenavista-El Palmar-Las Portelas                   | Horario/Línea |
| 369   | Buenavista-Punta de Teno                            | Horario/Línea |

## Cultura

### Fiestas
Otras manifestaciones culturales son las fiestas y bailes tradicionales, como la librea de El Palmar, la Librea de El Lugar de Buenavista o La Piñata de Teno Alto, las danzas de las cintas, los bailes de cuerdas y los diversos géneros folclóricos, algunos de ellos reconocidos con el apelativo de la propia localidad (tanguillo o tajaraste de Teno, polka de Teno, joropo de Teno), así como las costumbres ancestrales, como el modo de medir el paso de las horas por las sombras de los riscos, en los que se puede observar una clara influencia guanche.
Despiertan interés y devoción popular la Virgen de Los Remedios, celebrada en octubre y San Antonio Abad, en enero, con el arrastre de ganado, baile de magos y romería.
Otras manifestaciones de interés son las fiestas de la Cruz en Las Lagunetas, San Juanito en El Carrizal, Nuestra Señora de La Asunción y Santa Lucía en La Cuesta, la Virgen del Carmen en Las Portelas, San Bartolomé en el casco, San Jerónimo en Teno Alto, La Consolación en El Palmar y La Concepción en Masca.

### Patrimonio

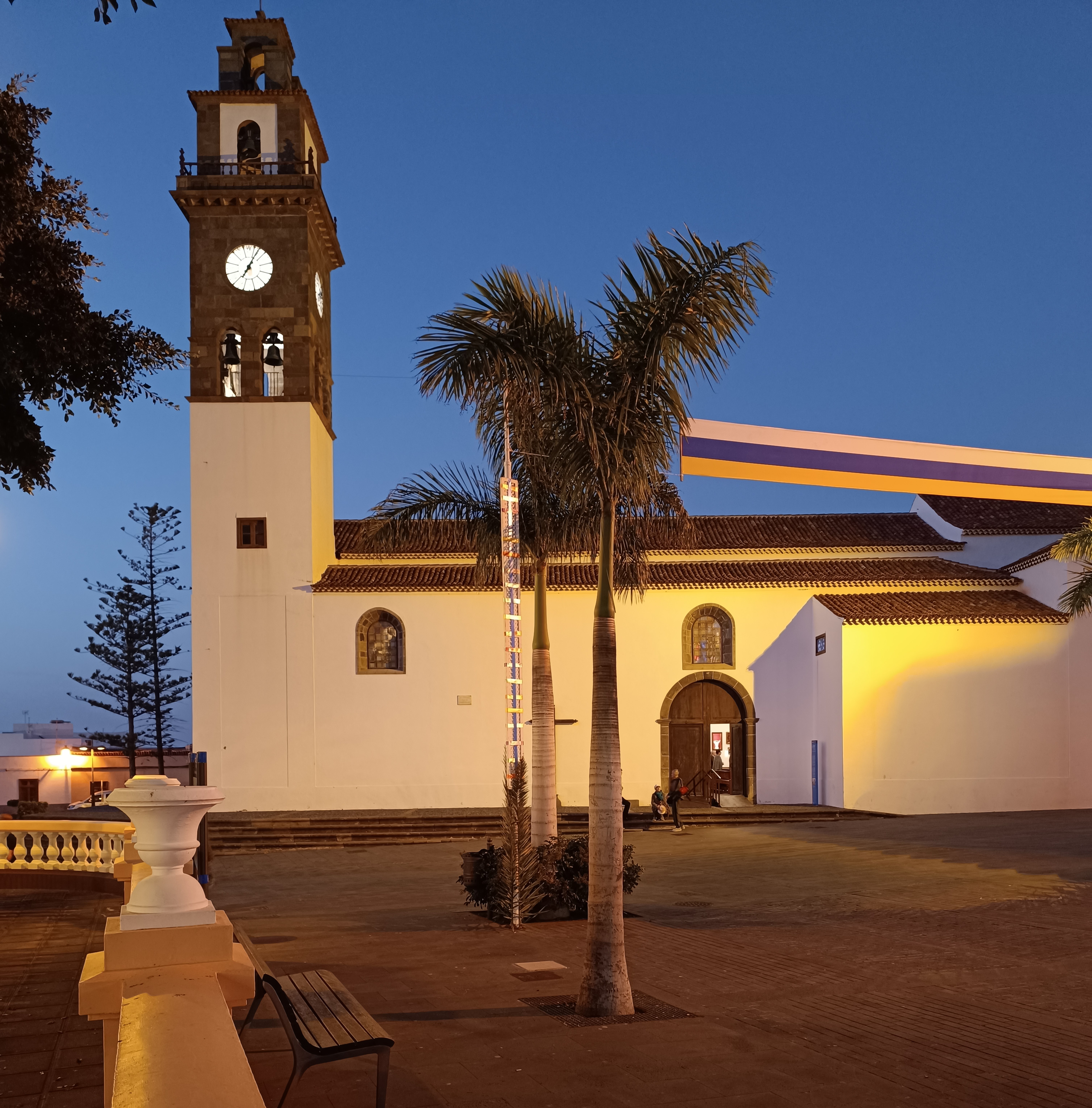
Iglesia de Nuestra Señora de los Remedios

La vida de una comunidad encerrada entre montañas, perfectamente adaptada a su territorio, de características altamente autárquicas y hoy en vías de desaparición, ha posibilitado la pervivencia de conjuntos arquitectónicos, de senderos y veredas adaptados para salvar los grandes desniveles de la comarca; de bancales, refugios de piedra de los pastores contra el viento en las lomas de Teno Alto, de eras, con su caracterización singular, de los lagares de la zona baja del Valle de El Palmar y los hornos de cal.
La principal riqueza patrimonial de Buenavista del Norte la constituye su casco histórico y los caseríos de Masca y El Palmar, además de sus representaciones arquitectónicas, religiosa y popular.
El municipio cuenta con tres Bienes de Interés Cultural:
- Conjunto Histórico Buenavista del Norte[23]
- Conjunto Histórico Caserío de Masca[24]
- Zona arqueológica Pico de Yeje[25]

### Otros lugares de interés
- Barranco de Masca
- Montaña de Taco